# Biblioteca Federiciana
La Biblioteca Federiciana è una biblioteca storica italiana con sede a Fano. Insieme alla Mediateca Montanari costituisce il sistema bibliotecario pubblico della città. 

## Storia
La Biblioteca Federiciana fu fondata nel 1681 da Domenico Federici come sua libreria personale. Quando entrò nella congregazione dei Padri Filippini, che risiedevano nell'oratorio di San Pietro in Valle, Federici collocò a sue spese la raccolta, trasportandola da Venezia a Fano. Dopo la morte di Federici, nel 1720, questa collezione fu lasciata, secondo il suo volere, ai padri dell'oratorio, i quali tennero la biblioteca aperta al pubblico un'ora al giorno e l'arricchirono con diversi volumi.        
Nel 1861, subito dopo l'unificazione del Regno d'Italia, durante la seconda soppressione delle corporazioni religiose, il municipio ottenne la proprietà legale dell'edificio, continuando a tenerlo aperto al pubblico, incentivandone le raccolte e facendo sì che la Biblioteca Federiciana diventasse una delle più importanti della regione.       
Durante gli inizi del '900, questa fu sottoposta a importanti lavori di ristrutturazione, e nel 1950 accolse una mostra su Vincenzo Coronelli. Nel 1970, a causa di alcune di opere di restaurazione, fu spostata la sala di lettura nell'odierna sala consigliare. Dopo essere tornata alla sede originaria, la Biblioteca Federiciana ha iniziato a promuovere attività culturali, mostre e convegni.

## La sede
La Biblioteca Federiciana si trova nel centro storico della città di Fano, nell'edificio dove precedentemente si trovava l'oratorio dei Padri Filippini, a fianco alla Chiesa di San Pietro in Valle. 
Quando nel 1678 Domenico Federici manifestò il desiderio di spostare la propria raccolta all'interno del convento, iniziarono i lavori per la costruzione della Sala dei Globi, unica stanza rimasta immutata negli anni, tranne per la volta dipinta di Pietro Rocco, la quale andò perduta durante il terremoto del 1930. Agli inizi del '900 infatti la Biblioteca dovette subire due importanti lavori: uno nel 1920 a causa del crollo di alcuni solai nel lato occidentale dell'edificio dovuto a infiltrazioni d'acqua nelle cantine, uno per la riparazione delle lesioni riportate a causa del terremoto dell'ottobre del 1930.
Nel 1958 vennero fatti gli ultimi rilevanti lavori di ristrutturazione che diedero alla biblioteca un aspetto più moderno, che presenta ancora oggi.  

### La Sala dei Globi
La Sala dei Globi è la stanza più ricca dell'edificio e contiene quella che era la raccolta di Domenico Federici, di cui fanno parte libri riguardanti tutti gli ambiti del sapere, carte geografiche e due globi, dai quali deriva il nome della sala.
Questa coppia di sfere, una terrestre e una celeste, fu commissionata nel 1687 da Federici a Vincenzo Coronelli, conosciuto cartografo e geografo di origini veneziane famoso proprio per queste realizzazioni. I globi presenti nella Biblioteca Federiciana appartengono a una delle undici tipologie teorizzate da Coronelli, quella di "3 piedi e mezzo", i più grandi stampati fino a quel momento. Entrambi sono costituiti da una sfera di legno vuota all'interno ricoperta da uno strato di cartapesta sul quale furono incollate le stampe in bianco e nero. Successivamente a queste venivano aggiunte decorazioni colorate e leggende, per migliorarne il dettaglio e l'usabilità.

## Patrimonio
Inizialmente la Federiciana nasce con circa 12000 libri rilegati alla francese, costituendo una delle più importanti biblioteche italiane di quei tempi.
La raccolta era "universale", comprendendo libri riguardanti ogni ambito del sapere, dalla filosofia alla gastronomia, alla medicina, alla botanica, alla fisica, alla geografia e molte altre aree.
Nel 2017 il patrimonio constava di:
- Patrimonio librario:
  - 250.000 volumi circa

- Emeroteca:
  - 1800 periodici in deposito
  - 115 periodici in abbonamento

- Cinema:
  - Fondo Fiorangelo Pucci (dal 2010 una parte di questa raccolta è ospitata dalla Mediateca Montanari)
- Fondi speciali: 
  - Fondo storico fanese
  - Raccolta delle edizioni sonciniane
  - Fondo Castellani (numismatica e glittica)
  - Fondo Bracci Pagani (agricoltura)
  - Fondo Tom Storer (libri in lingua inglese)
- Sezione manoscritti:
- Fondo Cesare Rossi
- Fondo Ruggero Ruggeri
- I fondi musicali, stampe, disegni e materiali cartografici (400 documenti sono stati digitalizzati).